# 브루스 맥길
브루스 맥길(Bruce McGill, 1950년 7월 11일 ~ )은 미국의 배우이다.

## 출연 작품

### 드라마
- 맥가이버

### 영화
- 더 베스트 오브 에너미즈
- 모범시민
- 밴티지 포인트 - 필 맥걸러프 역
- 매치스틱 맨
- 마지막 보이스카웃